# Bruxelles-effekten
"Bruxelles-effekten" er processen med ensidig regulatorisk globalisering forårsaget af Den Europæiske Union, der de facto (men ikke de jure) eksternaliserer sine love uden for grænserne gennem markedsmekanismer.

## Årsager
Kombinationen af markedsstørrelse, markedsbetydning og forholdsvis strenge standarder i EU kan medføre, at virksomheder, der handler internationalt, finder, at det ikke er lovligt eller teknisk muligt eller økonomisk rentabelt at opretholde lavere standarder på markeder uden for EU. Ikke-EU-virksomheder, som eksporterer globalt kan finde, at det er fordelagtigt at indføre eller leve op til standarder, der er fastsat i Bruxelles, globalt i hele deres forretning.

## Navnet
Udtrykket "Bruxelles-effekten" blev opfundet i 2012 af professor Anu Bradford fra Columbia Law School  og er opkaldt efter den lignende Californien-effekt, der kan ses i delstaterne i USA.

## Højeste fællesnævner og kapløb mod bunden
Californien-effekten og Bruxelles-effekten er en form for kapløb mod toppen, hvor de mest strenge standarder, den højeste fællesnævner, har en appel til virksomheder, der har forretninger på tværs af flere regelsæt. Anvendelse af den højeste fællesnævner gør den globale produktion og eksport nemmere. Virkningen er den modsatte af den såkaldte "Delaware-effekt", et kapløb mod bunden, hvor et retsområde bevidst kan vælge at sænke sine lovgivningsmæssige krav i et forsøg på at tiltrække virksomheder. 

## Eksempler
Det USA-baserede multinationale firma Dow Chemical annoncerede i 2006, at det ville overholde EU's forordning for kemikaliestandarder, REACH-forordningen, for dets produktion og brug af kemiske stoffer på tværs af hele firmaets globale forretning. 
Facebook annoncerede i april 2018, at det ville implementere dele af EU's Persondataforordning (GDPR) globalt  og Microsoft annoncerede i maj 2018, at det ville arbejde i overensstemmelse med GDPR for alle sine kunder globalt.